# Marc André (Spieleautor)
Marc André (geboren 1967) ist ein französischer Spieleautor, der vor allem für das von ihm entwickelte Spiel Splendor bekannt wurde.

## Biografie

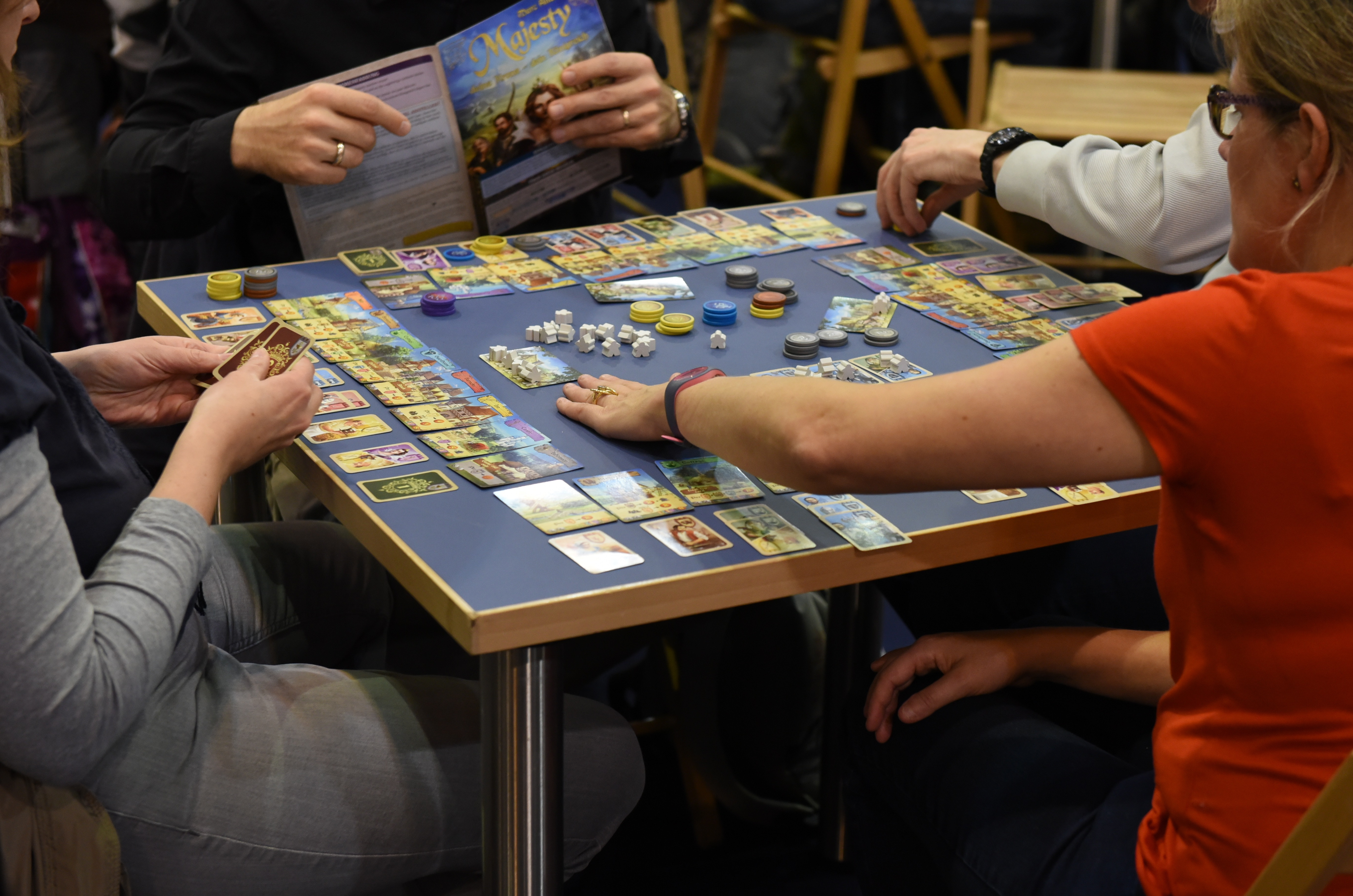
Majesty auf der SPIEL'17

Nach eigenen Angaben spielte Marc André als Kind und Teenager Schach, das er von seinem Vater lernte, sowie später Pen-&-Paper-Rollenspiel und Wargames. Er arbeitete als Wirtschaftswissenschaftler im Aktienhandel, gab dieses jedoch auf und widmete sich der Spieleentwicklung und seiner Familie. 2011 erschien sein erstes Spiel Bonbons bei GameWorks SàRL, danach folgte 2014 das Spiel Splendor bei Space Cowboys, das noch im gleichen Jahr zum Spiel des Jahres nominiert und 2015 Gewinner des Niederländischen Spielepreises wurde. In den Folgejahren folgten mehrere Ergänzungen für Splendor sowie mehrere eigenständige Spiele wie Barony (2015), Sail Away (2016) sowie Majesty (2017). Mit Splendor im Jahr 2016 sowie mit Splendor Duel im Jahr 2023 gewann er jeweils den MinD-Spielepreis des Hochbegabtenvereins Mensa in Deutschland e. V. (MinD).

## Ludografie (Auswahl)
- 2011: Bonbons (GameWorks SàRL)
- 2014: Splendor (Space Cowboys, Asmodee)
- 2015: Barony (GameWorks SàRL)
- 2016: Sail Away (Mattel)
- 2017: Majesty (Hans im Glück)
- 2017: Die Städte von Splendor (Space Cowboys, Asmodee)

## Belege
1. ↑  Marc André talks about Majesty auf forgenext.fr, 14. November 2017; abgerufen am 20. Oktober 2019.
2. 1 2  Marc André in der Spieledatenbank BoardGameGeek (englisch); abgerufen am 20. Oktober 2019.
3. ↑  Derek Thompson: Game Designer Interview: Marc André auf meepletown.com, 30. Juni 2014; abgerufen am 20. Oktober 2019.